# UPnP
Universal Plug and Play (UPnP) — архитектурный стандарт, предназначенный для автоматического обнаружения, подключения и взаимодействия устройств в сети. Он позволяет устройствам обмениваться данными и координировать свою работу без предварительной настройки пользователя. Стандарт основан на ряде открытых интернет-протоколов, включая TCP/IP, HTTP, XML и другие.

## UPnP Forum
Universal Plug and Play Forum (Форум UPnP) — открытая ассоциация представителей отрасли, образованная в июне 1999 г. с целью выработки стандартов технологии UPnP, которые упростили бы объединение интеллектуальных устройств в рамках домашних и, со временем, корпоративных сетей. Участники форума создают и публикуют протоколы управления устройствами UPnP и протоколы управления службами.
В начале июня 2001 г. в состав Форума UPnP входило свыше 350 компаний. Руководство работой форума осуществляет Управляющий комитет по UPnP (UPnP Steering Committee), состоящий из 22 членов. Кроме того, имеются Технический комитет, Комитет по маркетингу и различные рабочие комитеты, занимающиеся конкретными категориями устройств. Списки участников форума, а также информация о порядке присоединения к нему доступны на веб-узле форума (EN).

## Технические элементы
Технология UPnP предназначена для использования в домашних сетях, сетях малых предприятий и других небольших по масштабу сетевых сред. Она обеспечивает обмен данными между устройствами, находящимися под управлением одного сетевого контроллера, и функционирует независимо от используемой операционной системы, типа физической среды передачи данных или языка программирования.
UPnP поддерживает концепцию сетей с нулевой конфигурацией и автоматическое обнаружение устройств. При подключении устройство динамически получает IP-адрес и, по запросу, сообщает о своих возможностях, одновременно собирая информацию о характеристиках и функциональности других устройств в сети. Наличие серверов DHCP и DNS не является обязательным, поскольку они могут использоваться в случае их доступности. Кроме того, устройство может автоматически покинуть сеть без нарушения её работоспособности.
Технология UPnP базируется на ряде стандартов и протоколов, разработанных для Интернета, включая IP, TCP, UDP, HTTP и XML. Разработка UPnP предусматривает многостороннее сотрудничество компаний, заинтересованных в создании единых протоколов управления устройствами (DCP). В дальнейшем предполагается, что данные стандарты будут опираться на декларативные спецификации, составленные на языке XML и использующие протокол HTTP для обмена информацией.

## Перенаправление портов
UPnP позволяет программно перенаправлять порты. Этим пользуются такие приложения, как Skype, μTorrent. Ниже приведён пример использования объекта OLE для осуществления такого перенаправления (код написан на Delphi 7, поддерживается ОС Windows XP Service Pack 2 и выше).
```
uses

  
...,
 
WinSock
,
 
ComObj
,
 
ActiveX
....

//Для свежих версий Delphi вместо юнита "ComObj" добавляйте "OleAuto".

...

function
 
GetLocalIP
:
 
String
;
 
//Получить локальный IP-адрес

const
 
WSVer
 
=
 
$101
;

var

  
wsaData
:
 
TWSAData
;

  
P
:
 
PHostEnt
;

  
Buf
:
 
array
 
[
0
..
127
]
 
of
 
Char
;

begin

  
Result
 
:=
 
''
;

  
if
 
WSAStartup
(
WSVer
,
 
wsaData
)
 
=
 
0
 
then
 
begin

    
if
 
GetHostName
(
@
Buf
,
 
128
)
 
=
 
0
 
then
 
begin

      
P
 
:=
 
GetHostByName
(
@
Buf
)
;

      
if
 
P
 
<>
 
nil
 
then
 
Result
 
:=
 
iNet_ntoa
(
PInAddr
(
p
^.
h_addr_list
^
)
^
)
;

    
end
;

    
WSACleanup
;

  
end
;

end
;

procedure
 
AddUPnPEntry
(
Port
:
 
Integer
;
 
const
 
Name
:
 
ShortString
;
 
LAN_IP
:
 
string
)
;

var

  
Nat
:
 
Variant
;

  
Ports
:
 
Variant
;

begin

  
if
 
NOT
(
LAN_IP
 
=
 
'127.0.0.1'
)
 
then
 
begin

    
try

      
Nat
 
:=
 
CreateOleObject
(
'HNetCfg.NATUPnP'
)
;

      
Ports
 
:=
 
Nat
.
StaticPortMappingCollection
;

      
if
 
not
 
VarIsClear
(
Ports
)
 
then
 
begin

        
//do something

        
//ShowMessage(IntToStr(Ports.Count));

        
Ports
.
Add
(
Port
,
 
'TCP'
,
 
Port
,
 
LAN_IP
,
 
True
,
 
name
)
;

      
end
;

    
except
 
on
 
e
:
Exception
 
do

      
ShowMessage
(
'An Error occured with adding UPnP Ports. '
+
e
.
Message
)
;

    
end
;

  
end
;

end
;

procedure
 
RemoveUPnPEntry
(
Port
:
 
Integer
)
;

var

  
Nat
:
 
Variant
;

  
Ports
:
 
Variant
;

begin

  
try

    
Nat
 
:=
 
CreateOleObject
(
'HNetCfg.NATUPnP'
)
;

    
Ports
 
:=
 
Nat
.
StaticPortMappingCollection
;

    
Ports
.
Remove
(
Port
,
 
'TCP'
)
;

  
except

    
ShowMessage
(
'An Error occured with removing UPnP Ports. '
 
+

      
'Please check to see if your router supports UPnP and '
 
+

      
'has it enabled or disable UPnP.'
)
;

  
end
;

end
;

procedure
 
ListUPnPEntry
;

var

  
Nat
:
 
Variant
;

  
Ports
:
 
Variant
;

  
Enum
 
:
 
IEnumVARIANT
;

  
MyPort
 
:
 
OLEVariant
;

  
IntPort
,
 
ExtPort
 
:
 
Integer
;

  
Desc
,
 
Protocol
,
 
IntClient
,
 
ExtIP
 
:
 
WideString
;

  
Enabled
:
 
Boolean
;

  
iValue
:
 
LongWord
;

begin

  
try

    
Nat
 
:=
 
CreateOleObject
(
'HNetCfg.NATUPnP'
)
;

    
Ports
 
:=
 
Nat
.
StaticPortMappingCollection
;

    
if
 
not
 
VarIsClear
(
Ports
)
 
then
 
begin

      
Enum
 
:=
 
IUnknown
(
Ports
.
_NewEnum
)
 
as
 
IEnumVARIANT
;

      
while
 
Enum
.
Next
(
1
,
 
MyPort
,
 
iValue
)
 
=
 
S_OK
 
do
 
begin

        
Desc
 
:=
 
MyPort
.
Description
;

        
Enabled
 
:=
 
MyPort
.
Enabled
;

        
ExtIP
 
:=
 
MyPort
.
ExternalIPAddress
;

        
ExtPort
 
:=
 
MyPort
.
ExternalPort
;

        
IntClient
 
:=
 
MyPort
.
InternalClient
;

        
IntPort
 
:=
 
MyPort
.
InternalPort
;

        
Protocol
 
:=
 
MyPort
.
Protocol
;

        
Form1
.
Memo1
.
Lines
.
Add
(
Desc
 
+
 
^
I
 
+
 
^
I
 
+
 
IntToStr
(
ExtPort
)
 
+
 
^
I
 
+
 
Protocol
 
+
 
^
I
 
+
 
IntToStr
(
IntPort
)
 
+
 
^
I
 
+
 
IntClient
)
;

      
end
;

    
end
;

  
except

    
ShowMessage
(
'An Error occured with listing UPnP Ports.Please check to see if your router supports UPnP and has UPnP enabled.'
)
;

  
end
;

end
;

procedure
 
TForm1
.
Button1Click
(
Sender
:
 
TObject
)
;

begin

  
AddUPnPEntry
(
8090
,
 
'MyProgram'
,
 
GetLocalIP
)
;
 
//Добавить порт

end
;

procedure
 
TForm1
.
Button2Click
(
Sender
:
 
TObject
)
;

begin

  
RemoveUPnPEntry
(
8090
)
;
 
//Удалить порт

end
;

procedure
 
TForm1
.
Button3Click
(
Sender
:
 
TObject
)
;

begin

  
ListUPnPEntry
;
 
//Обновить

end
;

```

В данном примере имя службы задавалось как "MyProgram". Имя службы содержит описание программы для перенаправления порта.

## Внешние ссылки
- http://www.upnp.org/ - The Universal Plug and Play Forum